# Kurmi
Kurmi (Kunbi), en indisk kast, som utgör en betydlig del av den jordbrukande befolkningen i de centrala och östra delarna av Uttar Pradesh och angränsande delar av Indien. I avseende på självständig ställning står de efter jater och rajputer.